# 3. påskedag
3. påskedag var navnet på en ældre dansk helligdag, der blev afskaffet ved Helligdagsreformen af 1770.
3. påskedag var en del af helligholdelsen af påsken og blev, ligesom 2. påskedag, traditionelt helligholdt ved kirkegang og stille sysler.